# Kris Nissen
Nils-Kristian „Kris” Nissen (ur. 20 lipca 1960 roku w Arnum) – duński kierowca wyścigowy.

## Kariera
Nissen rozpoczął karierę w międzynarodowych wyścigach samochodowych w 1982 roku od startów w Niemieckiej Formule 3 oraz Duńskiej Formule Ford 2000. Jedynie w edycji duńskiej zdobywał punkty i zdobył tam tytuł mistrzowski. W późniejszych latach pojawiał się także w stawce Brytyjskiej Formuły 3, Grand Prix Makau, Europejskiej Formuły 3, Skandynawskiej Formuły 3, Europejskiego Pucharu Formuły 3, All Japan Sports-Prototype Championship, Porsche 944 Turbo Cup, Szwedzkiej Formuły 3, Grand Prix Monako Formuły 3, Japońskiej Formuły 3, Deutsche Tourenwagen Masters, World Sports-Prototype Championship, Formuły 3000, World Touring Car Championship, All Japan Sports Prototype Car Endurance Championship, Fuji Long Distance Series LD-1, Interserie, Italian Touring Car Championship, Swedish Touring Car Championship, Nordic Touring Car Championship, British Touring Car Championship, ADAC GT Cup, Brytyjskiej Formuły 2, Deutsche Tourenwagen Cup, Global GT Championship, German Supertouring Championship, German Touring Car Challenge, Danish Touringcar Championship, V8Star Germany oraz 24h Nürburgring.
W Formule 3000 Duńczyk wystartował podczas hiszpańskiej rundy sezonu 1987 z włoską ekipą Genoa Racing. Jednak nie zdołał ukończyć wyścigu. w Deutsche Tourenwagen Masters startował w latach 1992, 1994, 2000-2001. W pierwszym sezonie startów uzbierane 24 punkty dały mu siedemnaste miejsce w klasyfikacji generalnej. Dwa lata później wygrał niedzielny wyścig na Norisringu. Z dorobkiem 99 punktów uplasował się na siódmej pozycji w końcowej klasyfikacji kierowców. Później nie zdobywał już punktów.